# Матвейково (деревня, Одинцовский район)
Матве́йково — деревня в Одинцовском районе Московской области России. Входит в сельское поселение Назарьевское.
Расположена в 1,5 км к северу от села Жаворонки, вдоль 2-го Успенского шоссе, по обеим сторонам от дороги на посёлок Назарьево. К западу от деревни расположен одноимённый посёлок, на западной окраине деревни расположены два пруда.

## История
Первое упоминание о Матейкове относятся к 1768 году: «селом Сергиевское, Матвейково тож» владел поручик Андрей Николаевич Белосельский.

## Население
| 2002 | 2006 | 2010 |
| ---- | ---- | ---- |
| 53   | →53  | ↗92  |

По переписи 1926 года в деревне было 20 крестьянских хозяйств и 100 жителей.
В 1989 году в деревне Матвейково проживало 73 человека, в посёлке Матвейково — 164 человека.